# Анциркулейтед
Анциркулейтед (англиц. от uncirculated «не бывшие в обращении»; аббр. UNC) — качество чеканки монет (как правило, многотиражная автоматическая чеканка), при котором монета обладает ровным матовым металлическим блеском без зеркальной поверхности.
Рисунок на монетах в качестве «анциркулейтед» чаще всего является одноплановым, без мелких деталей. Это позволяет заменять штемпели
новыми по мере износа и осуществлять значительные тиражи монет (до десятков миллионов штук).
Качество «анциркулейтед» также подразумевает отсутствие повреждений в виде царапин или потёртостей, обусловленных хождением монет. Обычно монеты такого качества распространяются в целлофановой упаковке или в капсулах. Существует также понятие «мешковой анциркулейтед» — монеты в банковских мешках, которые не были в обороте, но ввиду условий хранения могут иметь незначительные потёртости или забоины.
Бриллиант-анциркулейтед — более качественная разновидность технологии «анциркулейтед», при которой минимизируются механические повреждения, обусловленные поточными операциями чеканки и первичной сортировки (например, исключается контакт между отчеканенными монетами).
Отсутствие у монет в качестве «анциркулейтед» зеркальных поверхностей, на которых может остаться след даже от слабых механических воздействий, упрощает хранение таких монет и операции с ними. Поэтому основная масса инвестиционных монет выпускается именно в качестве «анциркулейтед» / «бриллиант-анциркулейтед».
Термин анциркулейтед применяется также при оценке состояния бумажных денежных знаков.